# Magnetisk resonanstomografi

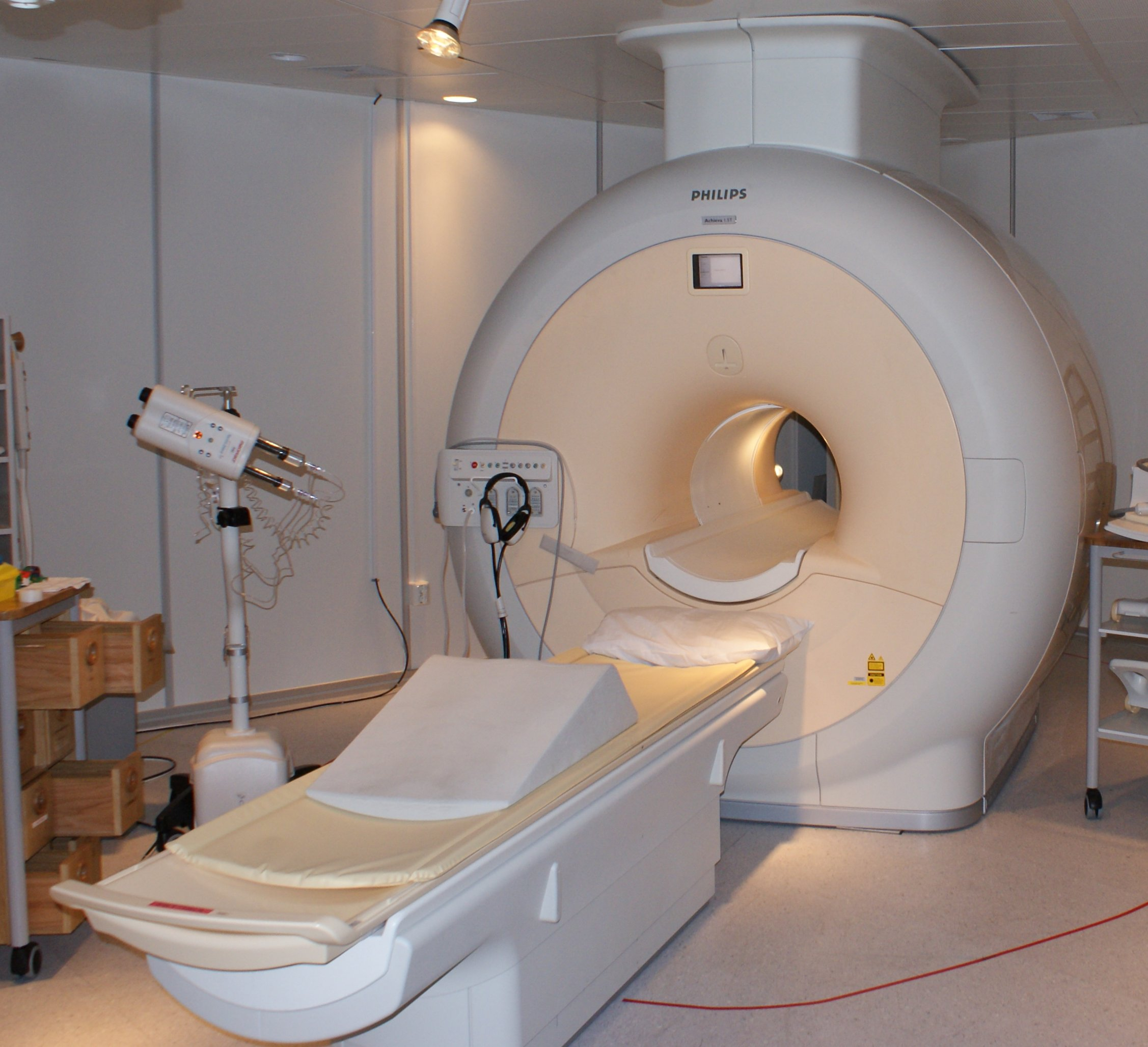
Modern magnetkamera på Sahlgrenska Universitetssjukhuset.

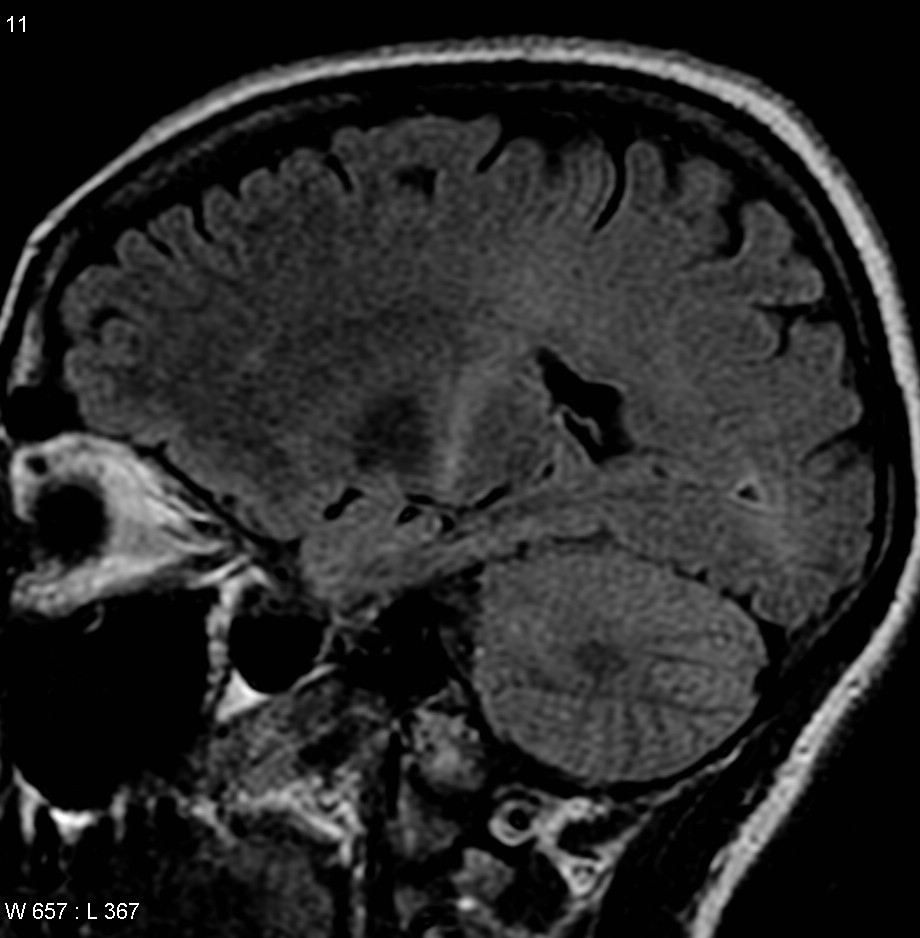
Bild av en hjärna med ALS tagen med magnetkamera

Magnetresonanstomografi av människohuvud, från sidan.

Magnetresonanstomografi (MRI, MRT eller MR, ofta felaktigt benämnt magnetröntgen) är en medicinsk teknik för bildgivande diagnostik med en magnetresonanstomograf (magnetkamera, MR-kamera). Tekniken används för att upptäcka, lägesbestämma och klassificera vissa sjukdomar och skador hos djur och människor vilka är dolda eller svåra att se vid röntgen- eller datortomografiundersökning, till exempel tumörer, artärbråck, ögonsjukdomar, sjukdomar i hjärnans blodkärl, men också olika organ, mjukdelar och vid vissa skelettsjukdomar. MRI rekommenderas också som alternativ till röntgen, i de fall det är möjligt, eftersom tekniken inte använder joniserande strålning.
MRI-undersökningar utförs vanligen på röntgenavdelningar. Bilderna granskas sedan av röntgenläkare som ställer diagnos.
Magnetresonanstomografi kallas i dagligt tal för ”magnetkameraundersökning”. Ibland kallas det ”magnetröntgen”, men det är felaktigt och missvisande eftersom undersökningen inte använder sig av röntgenstrålning.

## Historia
Magnetresonanstomografi bygger på fenomenet kärnspinnresonans som varit känt sedan 1940-talet. Tekniken bakom den medicinska bildgivande tekniken utvecklades dock först i början av 1970-talet av bland andra kemisten Paul Lauterbur och fysikern Peter Mansfield, vilka belönades för detta med Nobelpriset i fysiologi eller medicin år 2003. På 1980-talet började man använda MRI i sjukvården.

## Teknisk konstruktion

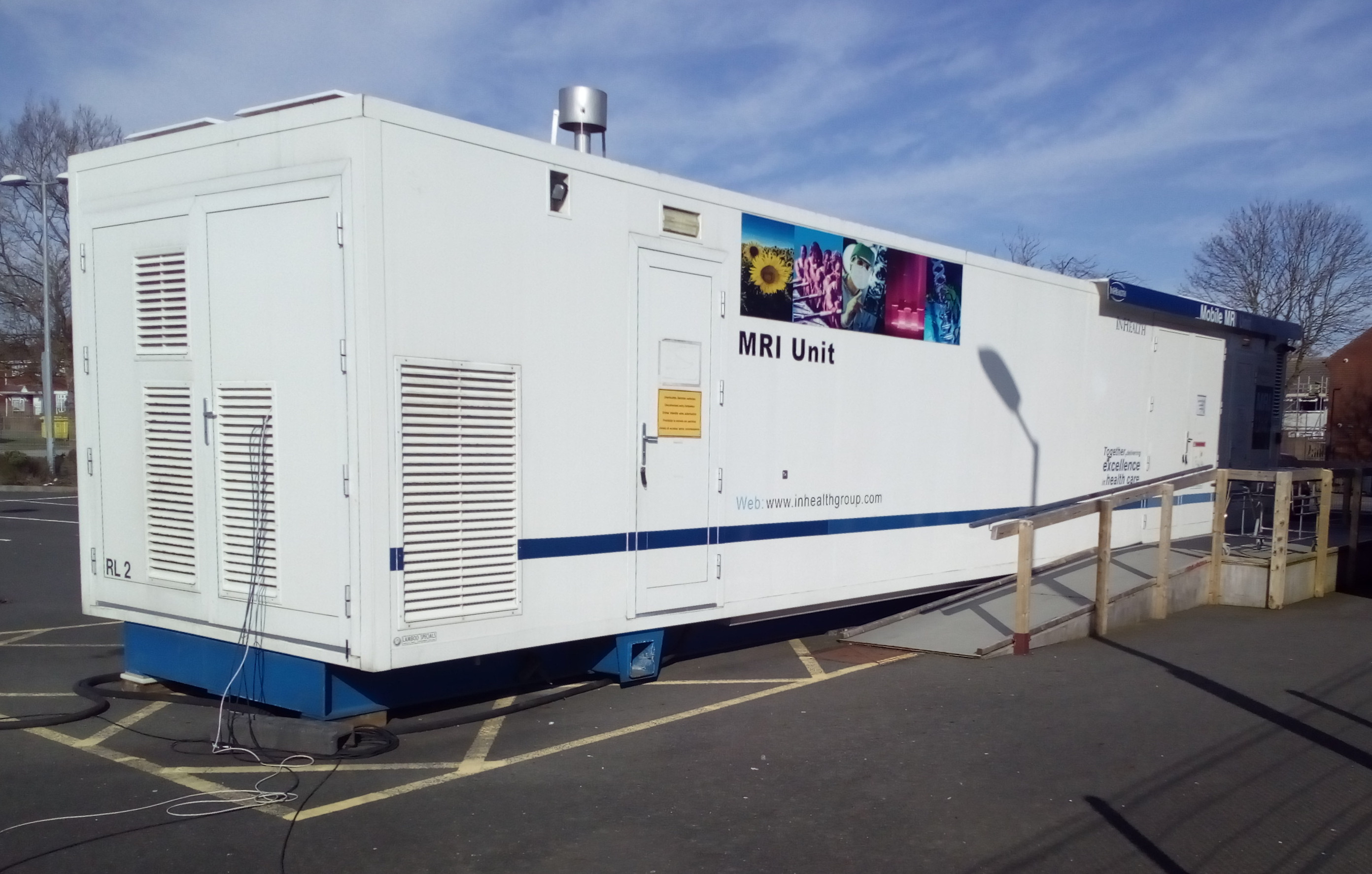
En mobil MRI-station.

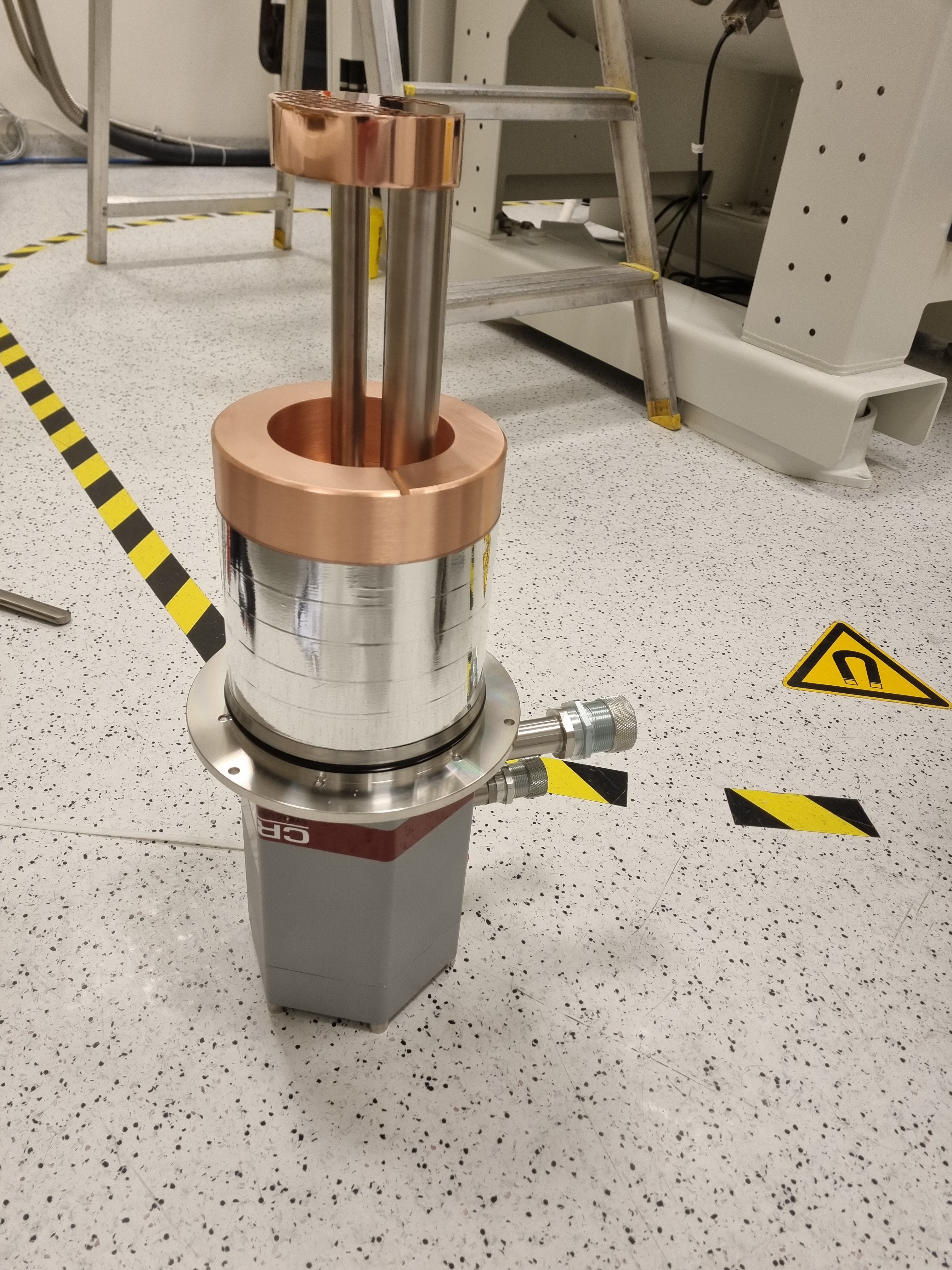
Ofta används cryo huvud på MRI-magneten, en typ av kylkompressor, för att nå låga temperaturer så det flytande heliumet avdunstar långsammare.

Den magnetiska resonanstomografen består av en stor statisk elektromagnet i form av en tunnel i vilken patienten placeras. Till det statiska magnetfältet kan varierande fält från flera mindre spolar genereras. Ytterligare spolar fungerar som sändare respektive mottagare av radiovågor.
Magneten hålls nedkyld av flytande helium, så att spolarna i den har temperaturer där de är supraledande. För att minska avkoket av heliumet måste man, förutom att ha vakuumisolering även kyla ner höljet till heliumet. Det kan göras med två olika tekniker. Den ena är att ha en tank med flytande kväve runt vakuumbehållaren runt heliumtanken. Detta kväve måste fyllas på några gånger i månaden. Den andra tekniken är att kyla utsidan av vakuumbehållaren med ett cryohuvud som kyler ner till nära heliumets vätsketemperatur på cirka -269 grader Celsius.

## Fysikalisk bakgrund
För att undersöka en patient måste vederbörande placeras inuti en magnetkamera som bildar ett starkt magnetfält runt området som skall avbildas. 
Magnetresonanstomografi använder bland annat väteatomkärnor, det vill säga protoner som har ett magnetiskt moment. Människokroppen består till cirka 60 procent av vatten. En vattenmolekyl består av en syreatom som binder två väteatomer, vars kärnor är naturligt magnetiska. Magnetismen beror på den kärnmagnetiska resonansen. I kroppen pekar alla dessa små magneter åt slumpvisa håll, men i magnetkameran orienterar de sig efter magnetkamerans statiska magnetfält. Därefter skickas radiovågspulser (det är dock inte 'radiovågor' utan ett elektromagnetiskt fält i det radiofrekventa området) in i kroppen, protonerna tar upp energi från dessa och så att säga tippar. Orienteringen av bilden regleras genom att man i korta perioder modifierar det starka magnetfältet med hjälp av gradientspolar. När dessa spolar snabbt slås av och på skapas de karakteristiska repetitiva ljuden i en MRI-undersökning (det bullrar). När det elektromagnetiska fältet släcks faller protonerna tillbaka till sitt ursprungliga läge samtidigt som de sänder ut svängande magnetfält. Dessa sänds ut eftersom protonerna gungar in mot ursprungsläget vilket ger upphov till ett magnetfält i rörelse. Dessa svaga signaler mäts av radiomottagare och med förstärkare och databearbetning kan man visa detaljerade tvärsnittsbilder av kroppens inre.

## Magnetstyrka

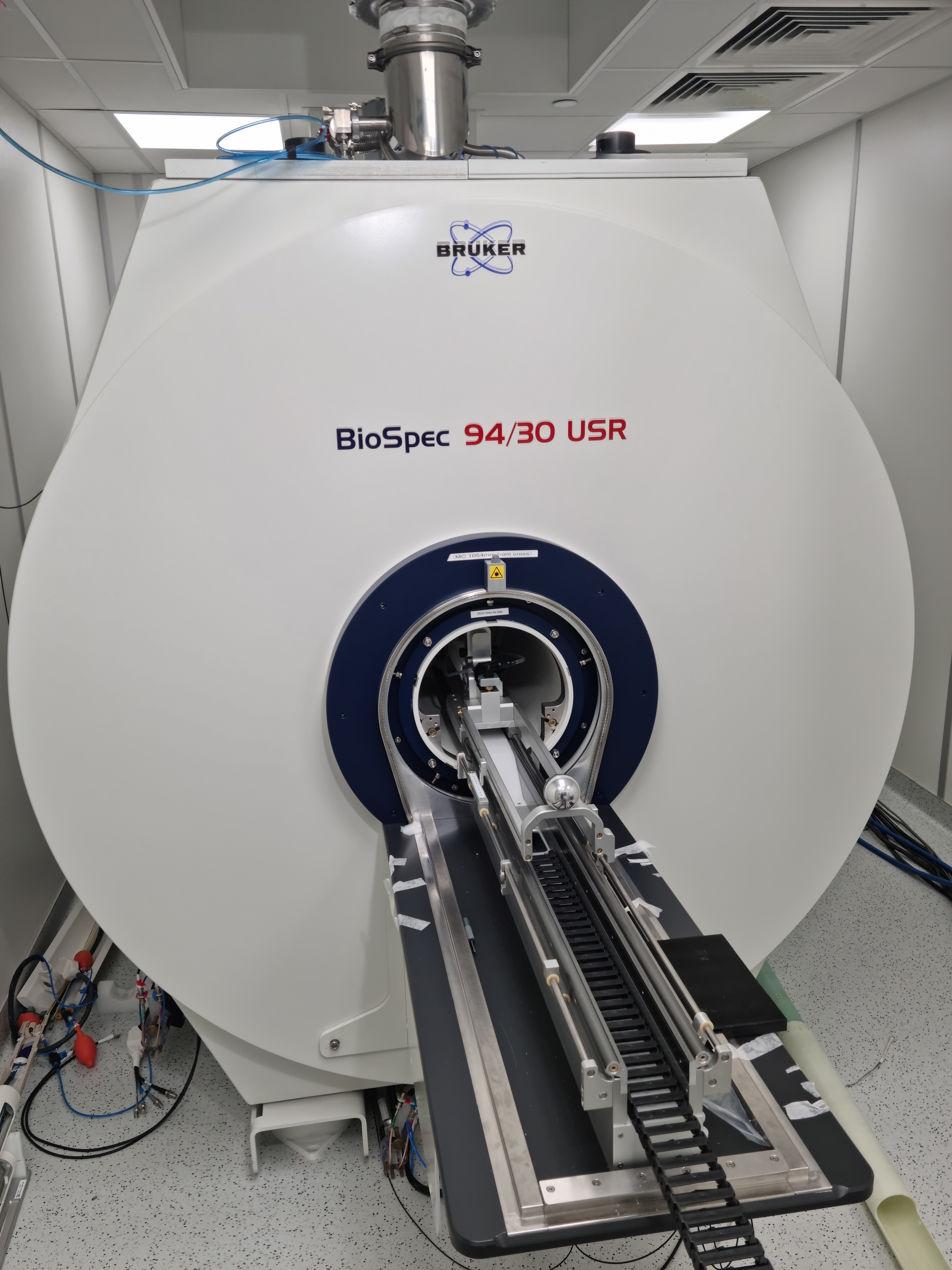
Bruker Biospec 94/30 MRI, på 9,4 tesla.

De flesta MRI-kameror i vården ligger på en styrka mellan 1,5 och 3 tesla. Ju högre magnetstyrka desto bättre upplösning får man i bilderna. Man har därför börjat med högre fält-magneter, och ungefär 2014 installerades Sveriges första kamera för människor med en stykra på 7 T. När man undersöker djur i MRI kan man ha högre styrka på magneterna, och år 2022 installerades en 9,4 T MRI på Karolinska institutet för djur upp till kaniners storlek. Till dessa MRI kan man även koppla PET-kameror för att få mer komplexa och informationsrika bilder.

## Undersökningsmetoder
Genom att variera parametrar som radiopulsernas frekvens, längd och tid mellan pulser i en så kallad pulssekvens kan man få fram bilder med varierande information. Ett exempel är att man kan välja om vatten eller fett skall framträda tydligt i bilderna. Andra exempel är hastighetskodade bilder där flöden i kroppen kan mätas. För funktionella studier kan också fysiologiska tidsförlopp studeras. Kontrastmedel såsom gadolinium (egentligen 'inkapslade' joner av gadolinium, det vill säga Gd3+) används för att förbättra bildkontrasten vid en del undersökningar.

## Patientens perspektiv
Vid undersökningen ligger patienten på en brits som skjuts in i en tunnel där patienten måste ligga still under hela undersökningen som tar mellan 20 och 45 minuter och ger 100–300 bilder. Undersökningen är helt smärtfri, men vissa personer upplever det trånga utrymmet som obehagligt eller har svårt att ligga stilla så länge. När det varierande magnetfältet ändras hörs dessutom höga smällar.
För att kunna ligga helt stilla fixerar man ofta de delar som ska undersökas vilket kan vara obehagligt om man exempelvis ska undersöka hjärnan. Det innebär då att man får huvudet fixerat i en typ av ställning som kan upplevas långt mycket värre än själva tomografen.
Man kan även uppleva ett obehag av kontrastvätskan, vilket brukar gå över på någon minut. Kontrastvätskan kan även ge upphov till hudutslag, huvudvärk och illamående med kräkningar; det är dock ovanligt.

## Risker
Kroppen utsätts för ett kraftigt statiskt magnetfält, ett mindre varierande magnetfält, det vill säga ett svängande elektromagnetiskt fält. Det finns dock inga kända hälsorisker med dessa fält i sig. Däremot finns påtagliga faror i kombination med vissa föremål. Magnetiska föremål dras med sådan kraft in i magnetresonanstomografens fält att de kan fungera som projektiler och vålla allvarliga skador både på patienten och på maskinen. Metall i kroppen som vissa implantat, metallsplitter eller piercing kan börja rotera eller värmas upp så att de skadar patientens vävnad. Elektronisk utrustning som pacemakrar kan skadas. Patienter som ska undersökas bör inte ha på sig smycken och inte heller makeup som innehåller järnoxid, det vill säga kajal, mascara eller ögonskugga för det kan ge brännskador.
Gravida brukar i allmänhet inte få genomgå undersökningen, utan man gör i första hand ett ultraljud. MRI är mycket säkrare än röntgenundersökning eftersom man då undviker att patienten exponeras för den joniserande strålningen som finns i röntgen.

## Specialiserade applikationer

### Funktionell magnetresonanstomografi
Funktionell magnetresonanstomografi (fMRT, på engelska functional magnetic resonance imaging, förkortat fMRI) är en röntgenologisk metod. Denna metod mäter den hemodynamiska responsen vid en neurologisk aktivitet.

### Vätskediffusionsmagnetresonanstomografi
Vätskediffusionsmagnetresonanstomografi (på engelska diffusion tensor imaging, förkortat DTI) är en magnetresonansavbildningsteknik som möjliggör mätning av vätskediffusion i vävnad. Tekniken används i dag huvudsakligen för hjärnavbildning inom forskning samt klinisk medicin, men är även tillämpbar på andra vävnader såsom muskel- och körtelvävnad.